# 谢列彼哈站 (莫斯科中央环线)
謝列彼哈站（羅馬化：Shelepikha）是莫斯科地鐵莫斯科中央環線的一個車站。

## 外部連結
- mkzd.ru